# جارود جونسون
جارود جونسون (بالإنجليزية: Jarrod Johnson)‏ هو لاعب كرة قدم أمريكية أمريكي، ولد في 29 مارس 1969.